# リチャード・バークリー (第5代バークリー子爵)
第5代バークリー子爵リチャード・バークリー（英語: Richard Bulkeley, 5th Viscount Bulkeley、1707年4月8日 – 1739年3月15日）は、イギリスの貴族、政治家。トーリー党に所属し、1730年から1738年まで庶民院議員を務めた。

## 生涯
第4代バークリー子爵リチャード・バークリーとブリジット・バーティー（Bridget Bertie、1753年6月13日没、初代アビンドン伯爵ジェームズ・バーティーの娘）の長男として、1707年4月8日に生まれ、18日にビューマリスで洗礼を受けた。1718年よりウェストミンスター・スクールで教育を受けた後、1724年6月4日に父が死去すると、バークリー子爵の爵位を継承した。
1725年から1739年に死去するまで北ウェールズ会計係（Chamberlain of North Wales）を務めた。
1730年3月25日にビューマリス選挙区で庶民院議員に当選、議会でトーリー党の一員として野党側で投票した。
1732年1月8日にオズウェストリーでジェーン・オーウェン（Jane Owen、ルイス・オーウェンの娘）と結婚したが、2人の間に子供はいなかった。
1739年3月15日に死去、弟ジェームズが爵位を継承した。